# Kiriak Konstantinovič Kostandi
Kiriak Konstantinovič Kostandi (in russo Кириак Константинович Костанди?, in ucraino Киріак Костянтинович Костанді?, Kyriak Kostjantynovyč Kostandi; Odessa, 1852 – Odessa, 31 ottobre 1921) è stato un pittore ucraino di origini greche, membro del movimento artistico realista Peredvižniki.
Trascorse la maggior parte della vita nella città di Odessa, nel sud-ovest dell'allora Impero russo, dove realizzò ritratti ma soprattutto numerose pitture paesaggistiche raffiguranti la zona di Odessa.
I suoi dipinti sono esposti all'interno dei musei di Odessa, Kiev, Dnipro, Mosca e San Pietroburgo.